# Le Squelette dans l'horloge
Le Squelette dans l'horloge — The Skeleton In the Clock, dans l'édition originale — est un roman policier américain de John Dickson Carr publié en 1948, sous le pseudonyme de Carter Dickson. C'est le 18e roman de la série mettant en scène le personnage de Sir Henry Merrivale.

## Résumé
Dans un librairie, le peintre Martin Drake rencontre l'avocat John Stannard et, après une conversation houleuse sur les phénomènes surnaturels, les deux hommes se lancent le défi de passer une nuit dans la chambre d'exécution de la prison de Pentecost qui a la réputation d'être hantée. 
Vingt ans plus tôt, en 1927, non loin de cette prison, un meurtre a été commis dans des circonstances étranges et demeurées inexpliquées. Aucun des témoins qui, depuis l'auberge voisine du Dragon, ont assisté à la chute de Sir George Fleet depuis la terrasse élevée de sa maison victorienne, n'ont vu quiconque le pousser dans le vide. Or, voici que Scotland Yard vient de recevoir trois cartes postales qui affirment qu'il s'agit bel et bien d'un meurtre et qu'il faut s'intéresser au mystérieux « éclair rose », tout comme au « squelette dans l'horloge », afin de découvrir le fin mot de l'énigme. 
Sir Henry Merrivale, assisté par le jeune Martin Drake, décident de faire toute la lumière sur cette affaire et mettre ainsi un terme aux explications surnaturelles que favorise l'avocat John Stannard. Le peintre accepte aussi de passer la nuit dans la prison de Pentecost, malgré les réticences et inquiétudes de plusieurs personnes des environs.

## Éditions
Éditions originales en anglais
- (en) Carter Dickson, The Skeleton In the Clock, New York, Morrow, 1948 — édition originale américaine.
- (en) Carter Dickson, The Skeleton In the Clock, Londres, Heinemann, 1949 — édition originale britannique.

Éditions françaises
- (fr) John Dickson Carr (auteur) et Maurice-Bernard Endrèbe (traducteur) (trad. de l'anglais), Le Squelette dans l'horloge [« The Skeleton In the Clock »], Paris, Éditions Fleuve noir, coll. « Littérature policière no 12 », 1984, 280 p. (ISBN 2-265-02559-3, BNF 34744515)
- (fr) John Dickson Carr (auteur) et Maurice-Bernard Endrèbe (traducteur) (trad. de l'anglais), Le Squelette dans l'horloge [« The Skeleton In the Clock »], Paris, Librairie des Champs-Élysées, coll. « Le Masque no 2104 », 1992, 252 p. (ISBN 2-7024-2299-3, BNF 35545617)

## Source
- Roland Lacourbe, John Dickson Carr : scribe du miracle. Inventaire d'une œuvre, Amiens, Encrage, 1997, p. 87-88.